# Principio della successione faunistica
Il principio di successione faunistica è basato sull'osservazione del fatto che gli strati di roccia sedimentaria contengano flora e fauna fossilizzata, e che questi fossili si succedano l'un l'altro verticalmente in uno specifico, affidabile ordine che può essere identificato in vaste distanze orizzontali. Un fossile di osso di Neanderthal non sarà mai trovato nello stesso strato di quello di un Megalosaurus, poiché i neanderthaliani e megalosauri vivevano durante periodi geologici differenti, separati da molti milioni di anni. Questo permette agli strati di essere identificati e datati in base ai fossili in esso trovati. 
Questo principio, che ricevette la sua denominazione dal geologo inglese William Smith, è di grande importanza nel determinare l'età relativa di rocce e strati.  Il contenuto fossile delle rocce insieme alla legge della sovrapposizione aiuta a determinare la sequenza di tempo in cui le rocce sedimentarie vennero a depositarsi.

## Storia

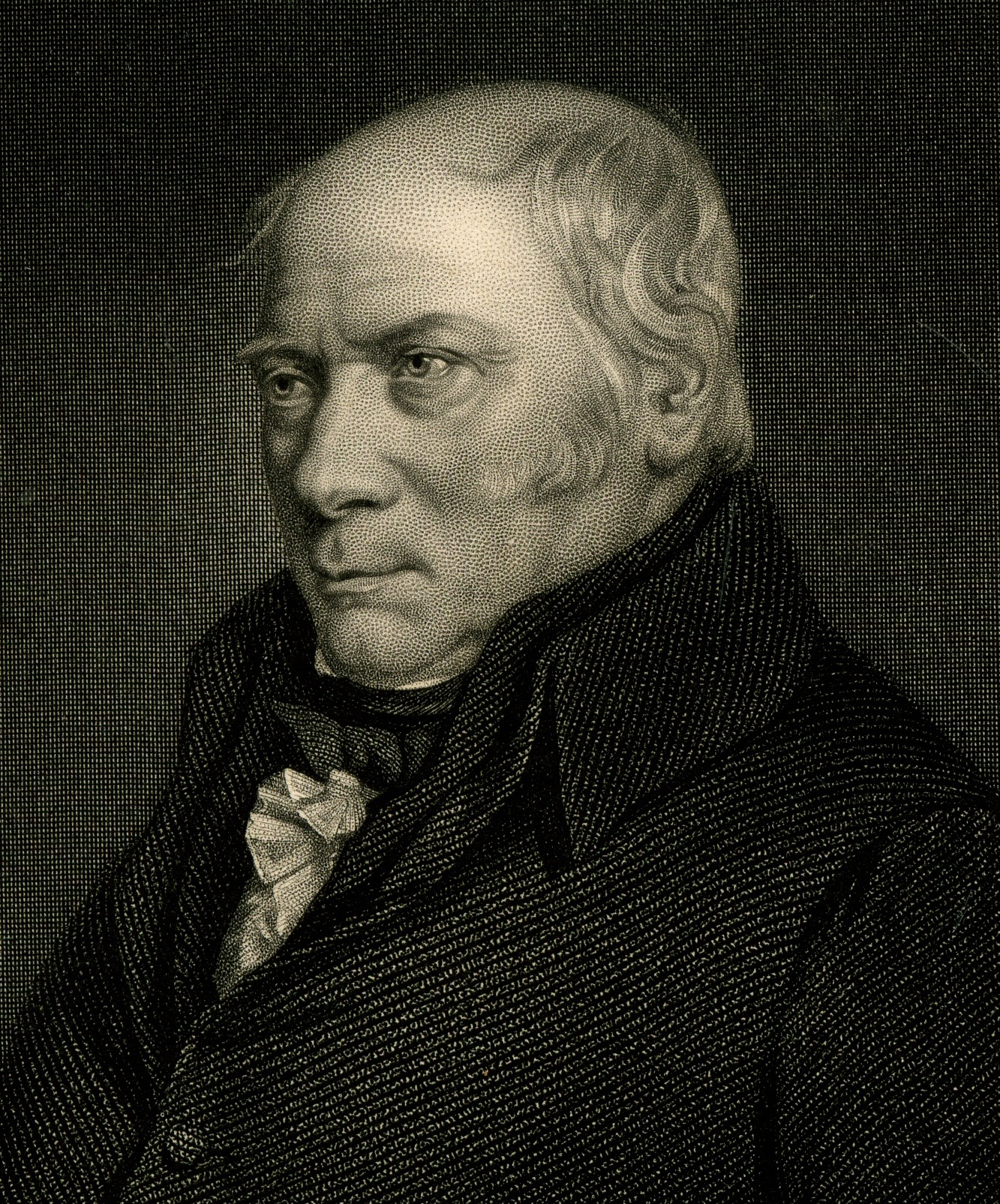
Il geologo William Smith.

Questo principio fu sviluppato attorno al 1800 dal geologo inglese William Smith, che elaborò l'idea che ciascun periodo della storia della Terra ha un suo particolare registro fossile. Durante i lavori per la costruzione di un canale constatò che la successione delle rocce si trovava sempre con lo stesso ordine di sovrapposizione e che ogni strato conteneva gli stessi fossili distintivi in tutto il paese. Trovò che anche se la composizione litologica degli strati poteva essere differente, gli strati della stessa età contenevano sempre gli stessi fossili. In questo modo gettò le basi per l'applicazione della paleontologia alla geologia, vale a dire la paleontologia stratigrafica. 
Gettò le basi della biostratigrafia, utilizzando i fossili come strumenti per caratterizzare, suddividere e correlare strati di regioni diverse e soprattutto per ordinarle in una sequenza temporale relativa. Per questo viene considerato come il fondatore della moderna stratigrafia.

## Sviluppo della teoria
Teorie riguardo all'evoluzione spiegano la successione che viene osservata in fauna e flora, conservate nelle rocce, come un processo evolutivo. La successione faunistica fu interamente documentata da Smith in Inghilterra durante il primo decennio del XIX secolo, e simultaneamente in Francia da Cuvier (con la collaborazione del mineralogista Alexandre Brongniart). Le caratteristiche biologiche arcaiche e gli organismi si sono succeduti nelle tracce fossili in versioni più recenti. Per esempio, i paleontologi investigando l'evoluzione di uccelli predissero che le piume sarebbero per prima state viste in forme primitive su organismi predecessori inabili al volo come i dinosauri piumati. Questo è precisamente ciò che è stato scoperto nelle tracce fossili: semplici piume, incapaci a sostenere il volo, dalle quali sarebbero poi derivate piume sempre più grandi e complesse. 
In pratica, le specie diagnostiche più utili sono quelle con il più veloce tasso di turnover e la più vasta distribuzione; il loro campo di studio viene definito biostratigrafia: la scienza della datazione delle rocce che utilizza i fossili in esse contenuti. Negli strati del Cenozoico, i reperti fossilizzati di foraminiferi vengono spesso utilizzati per determinare la successione faunistica su una scala perfezionata, dove ogni unità biostratigrafica (biozona) rappresenta uno strato geologico definito in base alla classificazione taxonomica dei suoi fossili caratteristici. Uno schema zonale microfaunistico delineato basandosi su foraminiferi e ostracoda venne compilato da M. B. Hart (1972).